# Ultra (singel)
Ultra (zapis stylizowany: ULTRA) – singel polskiego rapera Kizo. Singel został wydany 24 stycznia 2024
Nagranie otrzymało w Polsce status złotego singla, przekraczając liczbę 25 tysięcy sprzedanych kopii.

## Geneza utworu i historia wydania
Utwór napisali i skomponowali Patryk Woziński i Kamil Pisarski, który również odpowiada za produkcję utworu.
Singel ukazał się w formacie digital download 24 stycznia 2024 w Polsce za pośrednictwem wytwórni płytowej Spacerange w dystrybucji Universal Music Polska.

## Teledysk
Do utworu powstał teledysk zrealizowany przez Moher Video, który udostępniono 25 stycznia 2024 za pośrednictwem serwisu YouTube.

## Lista utworów
- Digital download[2]

1. „Ultra” – 2:19

## Notowania

### Pozycje na listach sprzedaży
| Kraj   | Lista (2024)             | Najwyższa pozycja |
| ------ | ------------------------ | ----------------- |
| Polska | OLiS – single w streamie | 24                |

## Certyfikaty
| Kraj          | Certyfikat  | Sprzedaż |
| ------------- | ----------- | -------- |
| Polska (ZPAV) | złota płyta | 25 000+  |